# Untersee (Antarktika)
Der Untersee (englisch Lake Unter-See) ist ein ganzjährig zugefrorener See in Ostantarktika.

## Lage
Der See befindet sich am nördlichen Rand des Otto-von-Gruber-Gebirges im zentralen Königin-Maud-Land. Außer dem Untersee befindet sich am nordöstlichen Rand des Otto-von-Gruber-Gebirges der kleinere und höher gelegene Obersee.

## Beschreibung
Der See ist etwa 6,5 km lang, 2,5 km breit und permanent mit Eis bedeckt, das im Sommer eine durchschnittliche Dicke von 3,0 m aufweist. Mit einer Tiefe von 169 m und einer Oberfläche von 11,4 km² zählt der Untersee zu den größten Süßwasserseen der Antarktis.
Der Untersee wird von Bergen des Otto-von-Gruber-Gebirges, dem Ritschergipfel (2810 m), dem Mentzelberg und dem Zimmermannberg im Osten, Süden und Westen halbkreisförmig umschlossen. Das nach Norden offene Tal wird vom Anutschin-Gletscher begrenzt, dessen Schmelzwasser den Untersee speist. Die Barriere, die der Anutschin-Gletscher bildet, staut den abflusslosen Untersee auf. Wasser geht nur durch Evaporation und Ablation der Eisdecke verloren.
Die oberen 70 m des Seewassers weisen einen hohen pH-Wert zwischen 9,8 und 12,1 auf. Dort herrscht eine Übersättigung mit gelöstem Sauerstoff (150 %) sowie eine sehr niedrige Primärproduktion. Die Wassertemperatur liegt dauerhaft unter 1 °C.
Die Sedimente des Sees produzieren mehr Methan als jedes andere natürliche aquatische System auf unserem Planeten.

## Geschichte
Der See wurde von der Deutschen Antarktischen Expedition 1938/39 unter der Leitung von Alfred Ritscher entdeckt, mit Hilfe von Luftaufnahmen dokumentiert und Unter-See benannt. Erstmals erreicht wurde der See von der 14. Sowjetischen Antarktisexpedition im Januar/Februar 1969, wobei auch erste Untersuchungen des Wasserkörpers durchgeführt wurden.

## Astrobiologische Expedition
2008/2009 nutzte eine internationale Expedition unter Leitung des Astrobiologen Richard Hoover vom Marshall Space Flight Center der NASA den See als Testgebiet für die Suche nach Modellen für primitives extraterrestrisches Leben. Die Bedingungen auf und in dem See imitieren die Verhältnisse, die auf dem Mars, den Kometen und den eisigen, methanreichen Jupiter- oder Saturnmonden vermutet werden. „Der See ist so alkalisch wie starke Bleich- und Desinfektionsmittel. Wenn wir extremophile Organismen im Untersee finden, hat das weitreichende Auswirkungen. Das wird uns helfen zu entscheiden, wo wir auf anderen Planeten nach Leben suchen sollen und wie wir außerirdisches Leben erkennen, wenn wir es tatsächlich finden“ sagte Hoover im Februar 2008. 2010 untersuchte Hoover zusammen mit der Universität Innsbruck Proben aus dem See. Im Jahr darauf kehrten er und sein Team zum Untersee zurück, um die dort (erst kurz vor dem Verlassen des Sees im Jahr 2008) vorgefundenen konischen Stromatolithen weiter zu untersuchen. Stromatholiten bilden sich infolge des Wachstums und Stoffwechsels von Mikroorganismen in Gewässern.